# Windows XP
Windows XP (abbreviazione di eXPerience) è un sistema operativo prodotto da Microsoft Corporation, distribuito il 25 ottobre 2001.
Ad oggi, è stato il sistema operativo più longevo della storia di Microsoft Windows. L'8 aprile 2014, data di fine supporto, era installato su più del 30% dei computer di tutto il mondo, e a maggio 2016 ancora su circa il 10,10% dei dispositivi. Attualmente è il quinto sistema operativo più utilizzato al mondo.
Il supporto esteso è terminato l'8 aprile 2014, ma la versione per sistemi embedded Windows Embedded Industry (Windows Embedded POSReady 2009) ha continuato a ricevere aggiornamenti di sicurezza fino al 2019, che era possibile installare in maniera non ufficiale nell'edizione standard del sistema operativo. Microsoft sconsigliava però di installare tali aggiornamenti.
Nonostante il supporto fosse terminato già da tre anni, il 13 maggio 2017 Microsoft ha pubblicato in via eccezionale un aggiornamento di sicurezza per Windows XP a seguito di uno dei più grandi attacchi ransomware della storia, portato avanti da parte di un gruppo di hacker tramite il worm WannaCry e volto a colpire principalmente i PC che avevano in funzione tale sistema operativo (120.000 PC infettati in tutta Europa). Prima dell'attacco, il 14 marzo 2017 Microsoft aveva pubblicato la patch della vulnerabilità sfruttata dall'exploit EternalBlue, a sua volta utilizzato da WannaCry per diffondersi, per le versioni di Windows allora supportate. Il giorno dopo l'attacco, il 13 maggio, Microsoft pubblicò la patch anche per Windows 8 e Windows Server 2003. A luglio 2025, il 0,44% dei PC Windows eseguono Windows XP.
L'immagine della collina che fa da sfondo standard a Windows XP si chiama Colline (meglio noto come Bliss) e si trova nella Contea di Sonoma, in California. È stata fotografata da Charles O'Rear.

## Sviluppo
Alla fine degli anni '90, lo sviluppo iniziale di quello che sarebbe diventato Windows XP era incentrato su due singoli prodotti: "Odyssey", che avrebbe dovuto succedere al futuro Windows 2000, e "Neptune", che secondo quanto riferito era un sistema operativo orientato al consumatore, succedendo quindi a Windows 98, ma che utilizzava l'architettura di Windows NT, a differenza di 98, basato su MS-DOS.
I progetti si rivelarono tuttavia troppo ambiziosi. A gennaio 2000, poco prima dell'uscita ufficiale di Windows 2000, lo scrittore di tecnologia Paul Thurrott riferì che Microsoft aveva messo da parte Neptune e Odyssey a favore di un nuovo prodotto con il nome in codice "Whistler", in onore della località di Whistler in Canada, dove molti dipendenti Microsoft passavano le vacanze invernali. L'obiettivo di Whistler era unificare le linee di Windows orientate al consumatore e al business in un'unica piattaforma Windows NT: Thurrott dichiarò che Neptune era diventato "un buco nero quando tutte le funzionalità che erano state tagliate [da Windows Me] erano semplicemente ri-etichettate come funzionalità di Neptune. E poiché Neptune e Odyssey si sarebbero comunque basati sulla stessa base di codice, aveva senso combinarli in un unico progetto".
Alla Professional Developers Conference il 13 luglio 2000, Microsoft annunciò che Whistler sarebbe stato messo in commercio nella seconda metà del 2001 e svelò anche la prima build di anteprima, la 2250. La build introdusse in particolare una versione iniziale del sistema di stili visivi di Windows XP.
Microsoft ha distribuito la prima versione beta di Whistler, la build 2296, il 31 ottobre 2000. Le build successive hanno gradualmente introdotto funzionalità che gli utenti della versione di Windows XP avrebbero riconosciuto, come Internet Explorer 6.0, il sistema di attivazione dei prodotti Microsoft e lo sfondo del desktop Bliss.
Il 5 febbraio 2001, Microsoft annunciò che Whistler sarebbe stato ufficialmente noto come Windows XP, dove XP sta per "eXPerience".

### Distribuzione
A giugno 2001, Microsoft annunciò che stava pianificando, in collaborazione con Intel e altri produttori di PC, di spendere almeno 1 miliardo di dollari per la commercializzazione e la promozione di Windows XP. Il tema della campagna "Yes You Can" venne progettato per enfatizzare le capacità complessive della piattaforma. Inizialmente Microsoft aveva pianificato di utilizzare lo slogan "Prepare to Fly" ("Preparati a volare"), ma venne sostituito a causa di problemi di sensibilità a seguito degli attentati dell'11 settembre 2001.
Il 24 agosto 2001, Windows XP build 2600 venne ufficialmente distribuita ai consumatori. Durante un evento mediatico presso il Microsoft Redmond Campus, copie della build RTM vennero consegnate a rappresentanti di diversi importanti produttori di PC in valigette, che sono poi volate su elicotteri decorati. I produttori di PC potevano commercializzare dispositivi con XP a partire dal 24 settembre 2001, mentre si prevedeva che XP raggiungesse la disponibilità generale al dettaglio il 25 ottobre 2001. Lo stesso giorno, Microsoft annunciò il prezzo finale al dettaglio delle due edizioni principali di XP, "Home" e "Professional".

## Caratteristiche

Il "centro sicurezza PC", integrato in Windows XP Service Pack 2

La barra delle applicazioni di Windows XP

Basato su architettura Windows NT e successore sia di Windows 2000 che di Windows Me, è la versione client di Windows per personal computer, affiancato da Windows Server 2003, sviluppato invece per l'uso con i server.
Al lancio di Windows XP erano disponibili due edizioni per il pubblico generale: Home Edition (caratterizzata dalla scatola colore verde) e Professional (caratterizzata dalla scatola colore blu) utilizzabili su macchine x86. La prima versione era progettata per un uso domestico, mentre la seconda, più costosa e indirizzata alle utenze aziendali, aveva alcune caratteristiche aggiuntive come il supporto per i sistemi a due processori, l'accesso tramite Connessione desktop remoto e il supporto delle reti basate su domini ed Active Directory.
Il sistema operativo è un'evoluzione di Windows 2000. L'interfaccia grafica fu ridisegnata con uno stile più moderno, con maggiore contrasto di colori e bordi meno appuntiti. Il Menu di avvio (Start Menu), introdotto nel 1995 con Windows 95, fu rinnovato con un aspetto a due pannelli, che integravano al loro interno icone fino ad allora presenti solo sul desktop e collegamenti automatici alle applicazioni utilizzate frequentemente. Sono state comunque mantenute la vecchia interfaccia grafica (ora chiamata Windows classico) e il menu di avvio classico. Inoltre, sia la shell "esplora risorse" sia la barra delle applicazioni vennero rivisitate. Per sostituire i temi predefiniti, è possibile applicare una modifica per utilizzare temi non creati da Microsoft. Attualmente, i temi più diffusi e cercati sono quelli che riproducono l'interfaccia grafica di sistemi operativi come Windows 7, Linux o macOS. Tra i temi ufficiali di Microsoft sono presenti Royale (incluso in Windows XP Media Center Edition), Zune e Embedded, tutti caratterizzati da un effetto vetro.

Le combinazioni di colori del tema "Luna" di Windows XP:
1. Predefinita (blu)
2. Grigio chiaro
3. Verde oliva

Il nuovo menu Start di XP.

Con il Service Pack 2, Windows XP include il Centro sicurezza PC che provvede ad indicare la presenza di un firewall, un antivirus e l'attività di Windows Update. Prima del Service Pack 2 era presente solo un semplice firewall, che per impostazione predefinita non era attivo e che comunque disponeva di funzionalità del tutto insufficienti. Una versione migliorata è stata quindi resa disponibile con il secondo service pack, anche se molti preferiscono affidarsi ad altri firewall software o hardware.

## Funzionalità rimosse
Alcuni dei programmi e delle funzionalità che facevano parte delle versioni precedenti di Windows non sono arrivate a Windows XP. Sono stati rimossi vari comandi MS-DOS disponibili nei suoi predecessori Windows 9x, come i sottosistemi POSIX e OS/2.
In rete, NetBEUI e NetDDE sono stati deprecati e non installati di default. I dispositivi di comunicazione incompatibili plug-and-play (come modem e schede di interfaccia di rete) non sono più supportati.
Anche i Service Pack 2 e Service Pack 3 hanno rimosso funzionalità da Windows XP, ma in misura meno evidente. Ad esempio, il supporto per le connessioni TCP semiaperte è stato rimosso nel Service Pack 2, e la barra degli indirizzi sulla barra delle applicazioni è stata rimossa nel Service Pack 3.

## Edizioni
Nel novembre 2002 sono state annunciate nuove versioni di XP per hardware specifico. Queste edizioni non sono mai state commercializzate singolarmente, ma incluse solo con i computer su cui sono state preinstallate:
- Windows XP Media Center Edition, destinato a sistemi home theater basati su PC;
- Windows XP Tablet PC Edition, progettato per computer notebook o laptop con uno speciale touch-screen, con funzioni di riconoscimento della scrittura (Tablet PC).
- Windows XP Professional x64 Edition, destinato per i computer con processori ad architettura x86_64 (da non confondere con Windows XP 64-Bit Edition, destinato ai computer con processore Intel Itanium).

Nel 2007 Microsoft ha pubblicato per le aziende Windows Fundamentals for Legacy PCs, una versione di Windows XP Professional ottimizzata per sistemi più vecchi. Questa versione di Windows è stata in seguito sostituita da Windows Thin PC, basato su Windows Embedded Standard 7.

### Windows XP Starter Edition
Windows XP Starter Edition è una versione a basso costo di Windows XP pubblicata in Asia e in Sud America. È basata su Windows XP Home Edition, ma alcune caratteristiche sono state rimosse o sono disabilitate di predefinito.
Secondo il comunicato stampa di Microsoft, Windows XP Starter Edition è un'"introduzione a basso costo ai sistemi operativi Microsoft Windows XP progettata per utenti che si avvicinano per la prima volta ad un personal computer nei paesi in via di sviluppo." Viene vista come uno sforzo per combattere le copie non autorizzate di XP e per contrastare inoltre la diffusione del software open-source GNU/Linux che sta guadagnando una crescente popolarità in Asia e in Sud America. Per agevolare l'introduzione tra coloro che non sono particolarmente esperti con il personal computer, la Starter Edition include alcune caratteristiche aggiuntive non presenti nella Home Edition.
- Guida localizzata
- Salvaschermi e sfondi specifici per alcuni Paesi.[26]
- Le impostazioni predefinite sono progettate per un uso più semplice e agevole.

Sono inoltre presenti delle limitazioni artificiali atte a impedire l'acquisto del sistema operativo per l'uso con computer di fascia medio-alta.
- Soltanto tre applicazioni possono essere eseguite contemporaneamente e solo tre istanze per applicazione.
- La risoluzione dello schermo è limitata a 1024x768.
- Non è disponibile il supporto per l'utilizzo in rete locale, né in dominii o gruppi di lavoro.
- Disponibile solo per processori di fascia bassa.
- Limite di 40GB alle dimensioni del disco fisso.
- Minori opzioni per la personalizzazione dei temi, del desktop e della barra di stato;
- Aiuto diverso e materiale per il tutorial differente dalle altre versioni;
- Gestione delle partizioni: il programma di installazione consente di ridimensionare partizioni dell'hard disk esistenti e di crearne di nuove, ma impedisce di indicare il formato della partizione (NTFS, FAT 16, FAT 32, Ext3 e area di swap principalmente), essenziale per l'utilizzo di tali spazi di memoria. Perciò, Windows XP Starter Edition è utile per la gestione di partizioni già esistenti, ma non consente un'installazione in modalità dual boot su un computer nel quale già risiede un altro sistema operativo. Per il partizionamento e il dual boot di due o più sistemi operativi sarà quindi necessario utilizzare altri software.

La versione è stata offerta dalla Microsoft per l'installazione sul progetto del governo brasiliano relativo alla fornitura di computer a basso costo, PC Conectado. Alla fine di luglio 2005 Microsoft ha annunciato di aver venduto 100 000 copie di Windows XP Starter Edition.

## IService Pack
Microsoft ha distribuito periodicamente per il sistema operativo dei pacchetti di aggiornamento dei sistemi operativi denominati "Service Pack" (SP).

### Service Pack 1
Il Service Pack 1 (SP1) per Windows XP è stato distribuito il 9 settembre 2002 con numero di build 5.1.2600.1106.xpsp1.020828-1920. Oltre ai consueti bug fix sono state introdotte nuove funzionalità come il supporto USB 2.0 e l'utilità Impostazioni accesso ai programmi, con la quale è possibile impostare le applicazioni di default per attività quali la navigazione su internet e l'instant messaging, e con la quale è possibile disabilitare alcuni programmi Microsoft. Questa utility era stata introdotta anche nel Service Pack 3 di Windows 2000. Il Service Pack 1a è stato distribuito nel 3 febbraio 2003 per rimuovere la Java Virtual Machine per via di una causa legale con Sun Microsystems.
La modalità LBA-48, che permette al sistema operativo di rilevare e utilizzare hard disk maggiori di 137 GB, è stata attivata di default; inoltre è stato aggiunto il supporto per Serial ATA.

### Service Pack 2

Internet Explorer ha appena bloccato una finestra popup, avvisando l'utente tramite un messaggio

Il Service Pack 2 (SP2) è stato distribuito il 6 agosto 2004, con numero di build 5.1.2600.2180.xpsp_sp2_rtm.040803-2158, dopo parecchi rinvii, ed è dedicato al miglioramento della sicurezza. Il Service Pack 2 comprende tutte le correzioni incluse nel SP1 e ha aggiunto numerose funzionalità al sistema operativo, fra cui un firewall potenziato, supporto migliorato alle reti Wi-Fi, un blocco dei pop-up per Internet Explorer, il supporto Bluetooth, senza però includere driver SATA nativi.
Il Service Pack 2 include inoltre una nuova API, basata su WMI, che permette ad antivirus e firewall di terze parti di interfacciarsi con il Centro sicurezza PC, che svolge una funzione di controllo generale sulla sicurezza del sistema. Questo aiuta ad eliminare la minaccia di virus e spyware.
Il firewall Internet Connection Firewall (ICF), ora chiamato semplicemente Windows Firewall, viene abilitato automaticamente in fase di installazione.
È stata inoltre introdotta una modalità avanzata di protezione della memoria, che si avvale della tecnologia No-Execute dei processori di nuova generazione, che permette una migliore protezione dai buffer overflow. Nello stack TCP/IP è stato rimosso il controverso supporto ai raw socket, per ridurre l'impatto di botnet, cioè computer infetti usati in remoto per lanciare attacchi denial of service.
Sono inoltre inclusi altri miglioramenti ai servizi di e-mail e di navigazione internet. La lista completa delle novità e dei fix introdotti da SP2 è disponibile presso il sito di Microsoft.
Windows XP Service Pack 2 comprende anche sostanziali modifiche a Windows XP Tablet PC Edition e a Windows XP Media Center Edition, entrambe aggiornate alla versione 2005, e supporta 24 nuove lingue di tutti i continenti (vedi qui).
Sono presenti anche cambiamenti minori all'interfaccia grafica: ad esempio, la schermata di avvio è stata resa identica per tutte le versioni di Windows XP (rimuovendo la dicitura della versione), e l'icona della connessione alla rete wireless, che prima mostrava due computer simili a quelli dell'icona della rete LAN, ora ne mostra soltanto uno che emette onde radio verso destra.
Il Service Pack 2 ha ricevuto una buona accoglienza, anche se non mancano critiche. Ad esempio Thomas Greene, della rivista The Register, afferma, senza mezzi termini, che si tratta di una sorta di placebo, cioè che è inefficace quanto a nuove funzioni, correzione di errori e miglioramenti della sicurezza (vedi qui).

### Service Pack 3
Secondo Microsoft, il Service Pack 3 avrebbe dovuto esser pubblicato entro la prima metà del 2008 (H1 2008).
Il 12 dicembre 2007 è stata distribuita al pubblico la prima Release candidate (build 3264), un pacchetto di 336 MB contenente 1073 hotfix di cui 114 relativi alla sicurezza, installabile però solo su versioni di Windows XP in inglese. Il 20 febbraio 2008 è stata distribuita la RC2, anch'essa solo in inglese. Inizialmente la release definitiva era stata fissata per il 30 aprile 2008, ma all'ultimo momento c'è stato un rinvio a causa di un'incompatibilità con Dynamics Retail Management Systems, riscontrata anche con il Service Pack 1 di Windows Vista. Per risolvere il problema Microsoft ha sviluppato dei filtri in grado di bloccare l'installazione di entrambi sui sistemi che utilizzano Dynamics RMS, in attesa di risolvere l'incompatibilità. Una volta introdotti i filtri, tali Service Pack sono stati finalmente distribuiti.
Il Service Pack 3 (SP3) è stato distribuito in versione Release to manufacturing il 21 aprile 2008 (con numero di build 5.1.2600.5512.xpsp.080413-2111) e ufficialmente distribuito il 7 maggio 2008. Sono stati segnalati e unanimemente riconosciuti alcuni problemi con l'installazione di questo Service Pack come l'impossibilità di accedere al sistema, cosa imputabile all'utilizzo da parte di alcuni assemblatori nella versione di Windows XP preinstallata di driver per processori Intel anche su computer dotati di processori AMD. Pur includendo tutti gli aggiornamenti distribuiti dalla Microsoft a partire dal lancio di Windows XP, il Service Pack 3 richiede come prerequisito minimo la presenza del Service Pack 1. Si tratta di un pacchetto di 308 MB ma non costituisce una major release in quanto non include quasi alcun aggiornamento che non sia già stato distribuito singolarmente. Alcuni degli update inclusi sono:
- Windows Installer 3.1
- Wi-Fi Protected Access 2
- Microsoft Management Console 3.0
- Microsoft XML Core Services (MSXML6)
- Digital Identity Management Service (DIMS)
- rilevamento black-hole router
- Background Intelligent Transfer 2.5
- Peer Name Resolution Protocol (PNRP) 2.1
- Desktop Remote Protocol 6.1
- supporto per Network Access Protection (NAP) security-quarantining
- Microsoft Kernel Mode Cryptographic Module
- Modifiche per il processo di attivazione Windows (WPA)

Non sono inclusi Internet Explorer 7 (nonostante siano presenti tutte le relative patch finora distribuite) e Windows Media Player 11, anche a causa dei problemi con l'antitrust europeo.
Inoltre, con il Service Pack 3 gli utenti possono completare l'installazione del sistema operativo senza inserire una product key (così come avviene per Windows Server 2003 SP2 e Windows Vista) e utilizzarlo in modalità di prova per 30 giorni. Dopo il periodo di prova sarà obbligatorio inserire una product key valida e attivare il sistema via Genuine Advantage.
Il 15 maggio 2017, Windows XP riceve in via del tutto eccezionale una patch fuori supporto per la protezione dal virus WannaCry e il 14 maggio 2019 riceve un'altra patch fuori supporto per la protezione da una vulnerabilità definita "wormable" proprio perché è sfruttabile per creare virus di pericolosità simile a WannaCry; la vulnerabilità si trovava nei servizi di Desktop Remoto e non richiedeva l'interazione dell'utente.

## Requisiti di sistema
- Un computer dotato di processore a 233 MHz (300 MHz raccomandati) (sistema mono o bi-processore), famiglia Pentium/Celeron, famiglia AMD Athlon/Duron/Sempron o compatibile
- 64 MB di memoria RAM minimi (raccomandati 128 MB)
- Almeno 1,5 GB liberi sul disco rigido
- Una scheda grafica e un monitor VGA (640x480) o superiore (risoluzione raccomandata 800x600)
- Un lettore CD (DVD opzionale)
- Una tastiera e un mouse PS/2 o USB o altro dispositivo di input/puntamento compatibile[31]

## Supporto
Il supporto di Windows XP per le edizioni Home Edition, Professional, Media Center e Tablet PC è terminato l'8 aprile 2014, ma fanno eccezione le versioni progettate per POS:
- Windows XP Embedded (supporto terminato il 12 gennaio 2016);
- Windows Embedded for Point of Service (supporto terminato il 12 aprile 2016);
- Windows Embedded Standard 2009 (supporto terminato l'8 gennaio 2019);
- Windows Embedded POSReady 2009 (supporto esteso terminato il 9 aprile 2019).

A partire dal 22 ottobre 2010, Windows XP smise di essere preinstallato nei nuovi computer in commercio, che iniziarono a montare esclusivamente il sistema operativo Windows 7.
Windows XP entrò in un periodo di supporto esteso, ricevendo solo aggiornamenti critici e di sicurezza. Tale periodo è terminato l'8 aprile 2014: dopo tale data l'uso del sistema operativo non ha più supporto tecnico da parte di Microsoft e non sono più distribuiti aggiornamenti di sicurezza e patches. Microsoft Security Essentials continuò a ricevere aggiornamenti per Windows XP fino al 14 luglio 2015, per garantire agli utenti una protezione parziale. Microsoft garantì il diritto legale di effettuare il downgrade a Windows XP per tutti i PC acquistati con Windows 7 (il cui supporto esteso è tuttavia cessato nel 2020), garantendo di fatto il diritto legale al downgrade fino a tale data, e, probabilmente, manterrà i server di attivazione per nuove installazioni di Windows XP dopo la fine del supporto esteso. Questa notizia, distribuita a luglio del 2010, generò, a causa di un'errata interpretazione da parte di due grandi magazine americani, la falsa speranza che il supporto esteso a Windows XP fosse stato prolungato fino al 2020.

## Accoglienza
Il lancio di Windows XP è stato accompagnato da intense critiche e indagini antitrust dovute all'integrazione nel sistema di alcune applicazioni per le quali esisteva tradizionalmente un robusto mercato di terze parti. Il caso più noto è quello del lettore multimediale Windows Media Player. Nel 2005 la Commissione Europea ha imposto a Microsoft di commercializzare una versione del sistema operativo priva del lettore multimediale, detta Windows XP N. Un altro esempio è il programma di messaggistica istantanea Windows Messenger.
Ci sono state inoltre decise critiche per il nuovo processo di attivazione del prodotto, introdotto per la lotta alla pirateria informatica. Esso effettua un controllo di alcuni componenti hardware del computer, creando un numero di riferimento unico che viene registrato da Microsoft prima dell'attivazione permanente del software (ci sono 30 giorni di tempo per effettuare l'attivazione dopo l'installazione). L'installazione del prodotto su un altro hardware genera un differente numero, che non corrisponderebbe con quello registrato. Questo impedirebbe la distribuzione di una nuova licenza, disabilitando il software. Qualora la nuova installazione fosse legale (ad esempio se si è comprato un nuovo computer e si dispone di una licenza non OEM), per attivare il prodotto è possibile telefonare a un numero verde del call center di Microsoft se la chiamata è inoltrata da un fisso, in caso contrario è disponibile un numero a pagamento.

### Quota di mercato
Secondo i dati di analisi web generati da Net Applications, Windows XP era il sistema operativo più utilizzato fino ad agosto 2012, quando Windows 7 lo ha superato (successivamente superato da Windows 10 nel 2019), mentre StatCounter indica che stava accadendo quasi un anno prima. Nel gennaio 2014, Net Applications ha registrato una quota di mercato del 29,23% di "sistemi operativi desktop" per XP (quando è stato introdotto XP non esisteva una categoria mobile separata da tracciare), mentre W3Schools ha registrato una quota dell'11,0%.